# Pro-MPEG
Pro-MPEG è il nome con cui è indicata il Professional-MPEG Forum, un'associazione di emittenti, fabbricanti e produttori con il comune interesse per la standardizzazione e l'interoperabilità delle apparecchiature per la produzione televisiva.
L'associazione esiste dal 2002 e nel 2008 contava più di 130 membri.
La Pro-MPEG stabilisce parametri a cui si attengono i membri, relativamente alle caratteristiche e all'implementazione di standard.
L'indipendenza, l'apertura e l'attenzione agli aspetti tecnici più che a quelli commerciali sono dei punti chiavi del Forum, per garantire che tutte le organizzazioni e i professionisti possano partecipare e contribuire. Sia la SMPTE che l'Unione europea di radiodiffusione sono due soci fondamentali. Il lavoro dell'associazione sulle specifiche e i formati è spesso poi standardizzato da parte della stessa SMPTE.